# Rhinodiaphana ventricosa
Rhinodiaphana ventricosa is een slakkensoort uit de familie van de Diaphanidae. De wetenschappelijke naam van de soort is voor het eerst geldig gepubliceerd in 1865 door Jeffreys.